# Habenaria comorensis
Habenaria comorensis är en orkidéart som beskrevs av Joseph Marie Henry Alfred Perrier de la Bâthie. Habenaria comorensis ingår i släktet Habenaria och familjen orkidéer.
Artens utbredningsområde är Komorerna. Inga underarter finns listade i Catalogue of Life.